# Ernest-Paul Graber

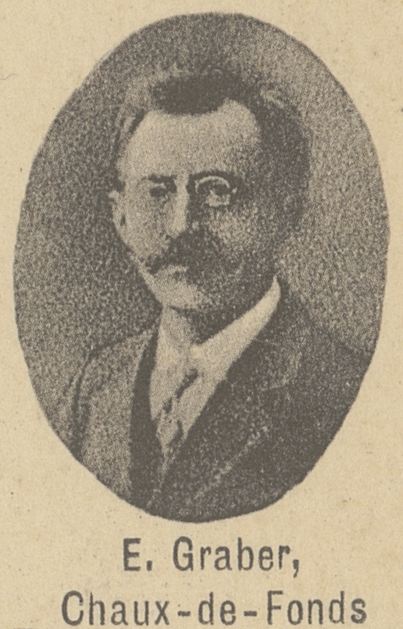
Ernest-Paul Graber (1915)

Ernest-Paul Graber (* 30. Mai 1875 in Travers; † 30. Juli 1956 in Lausanne) war ein sozialdemokratischer Schweizer Politiker und Publizist. 

## Biografie
Graber besuchte als einziges von neun Kindern die Sekundarschule und wurde zuerst Lehrer in Les Bayards, später in La Chaux-de-Fonds. 1903 heiratete er Blanche Vuilleumier, mit der er zwei Kinder hatte, Aimée und Pierre, den späteren Bundesrat. Zusammen mit seinem Schulkollegen Charles Naine und weiteren Lehrern gründete er eine jungsozialistische Gruppierung, bekämpfte den Alkoholismus und wurde ein militanter Sozialist. Graber redigierte mehrere gewerkschaftliche Zeitungen und bekämpfte die Anarchisten und Kommunisten. 
Graber und Naine führten gemeinsam die noch junge Sozialdemokratische Partei in der französischsprachigen Schweiz zum Erfolg. 1912 wurde Graber für den Kanton Neuenburg in den Nationalrat gewählt, womit beide Sitze des Kantons von Sozialdemokraten besetzt waren. Der andere Sitz war 1911 an Charles Naine gegangen. Graber blieb bis 1943 im Rat, amtierte 1929–1930 als Nationalratspräsident und 1919–1925 als Fraktionschef der SP. Während des Ersten Weltkriegs übernahm Graber 1916 zusammen mit Jules Humbert-Droz die Redaktion und Leitung der sozialistischen Tageszeitung La Sentinelle, die er wesentlich prägte. Er trat verschiedentlich als Redner bei Massenveranstaltungen auf und war in bürgerlichen Kreisen als Agitator gefürchtet. Durch seine pazifistische und antimilitaristische Haltung geriet er nach Kriegsbeginn auch in einen Gegensatz zur Leitung der SP, die der Landesverteidigung noch mehrheitlich positiv gegenüberstand. 1915 beteiligte er sich an der Zimmerwalder Bewegung und hielt im März 1917 in La Chaux-de-Fonds eine Rede an der Seite Lenins. 
Im Frühjahr 1917 wurde Graber schweizweit bekannt, als er wegen Beleidigung der Armee zu acht Tagen Gefängnis verurteilt wurde, weil er in der Sentinelle Übergriffe von Offizieren auf Soldaten öffentlich angeprangert hatte. Als er sich am 18. Mai 1917 in La Chaux-de-Fonds ins Gefängnis begab, um seine Strafe anzutreten, wurde er von einer wütenden Menge wieder befreit. Er tauchte schliesslich nach der militärischen Besetzung der Stadt bis zum 6. Juni unter und trat seine Strafe erst nach dem Ende der Sommersession des Nationalrates in Neuenburg noch einmal an.
Nach der Russischen Revolution distanzierte sich Graber von den radikalen, revolutionär gesinnten Sozialisten und schwenkte auf eine gemässigtere Linie. 1919 übernahm er das Amt des welschen Sekretärs der SP, zuerst in Bern, dann in Neuenburg. Auch in der Parteileitung der SP nahm er 1915–1917 und 1920–1936 Einsitz und repräsentierte dort den pazifistisch-antimilitaristischen Flügel der welschen Sozialdemokratie. In den dreissiger Jahren bekämpfte Graber aktiv die kommunistische Einheitsfront und den Faschismus. Erst 1939 liess sich auch Graber dazu bringen, die Landesverteidigung der Schweiz als notwendig anzuerkennen, nachdem die SP bereits 1935 bzw. 1937 von ihrer antimilitaristischen Haltung abgerückt war. In seinen letzten Lebensjahren rang Graber als Redaktor der Sentinelle mit der Zensur und den Kommunisten, besonders nach dem Hitler-Stalin-Pakt von 1939.